# Путрино (Черновицкая область)
Путрино (укр. Путрине) — село в Кельменецкой поселковой общине Днестровского района Черновицкой области Украины.
До 2020 года входило в Кельменецкий район
В селе берёт начало река Зелёная, левый приток Прута.

## Население
- 1930—253 человека;
- 1989—402 человека;
- 2001 год — 360 человека.